# Aimee Joaristi
Aimée Joaristi es una artista multidisciplinaria nacida en Cuba (La Habana, Cuba, 1957) que en su obra busca explorar “temáticas relacionadas con la inconsciencia, la transgresión lúdica, la migración cubana y la reivindicación femenina”. Dentro de su obra se puede encontrar la pintura, la instalación, el videoarte, la fotografía e incluso el performance, expresiones que emplea la artista para comunicar diversos mensajes que nacen y se crean a partir de su intuición y autoexploración.
La pintura es su mayor fuerte, por este medio busca romper con los esquemas y estrictos estándares artísticos y promueve la expresión misma de las emociones y la intuición humana que guía el alma de una persona para plasmarlo en arte. Debido a sus constantes migraciones y al conocimiento cultural al que ha estado expuesta, su obra muestra esa sensibilidad multicultural, acompañada de una reivindicación de la mujer en la sociedad, más allá de las etiquetas sociales que esta posee.
Cuenta con una amplia participación en exposiciones individuales y colectivas, así como en publicaciones literarias y conferencias en diversas partes del mundo. Algunas de sus obras se encuentran en colecciones tanto públicas como privadas en países como Cuba, Chile, Letonia, España, Costa Rica, Francia, México y Estados Unidos.

## Biografía

### Primeros años de vida: Cuba y España
Aimée nace en La Habana, Cuba donde pasa un tiempo con su familia, sin embargo, debido al inicio de la Revolución cubana de 1959, su familia decide mudarse a Miami y posteriormente, se exilian en Madrid, España de donde sus abuelos paternos y bisabuelos maternos son oriundos, cuando ella tenía dos años y medio, aproximadamente. Durante su estadía en este país, estuvo familiarizada con el arte, desde muy pequeña, acompañada de su tío, siempre visitaba museos y galerías de la ciudad, así como diversas culturas, pueblos y edificaciones que conoció de la mano de sus padres en toda Europa. Uno de sus primeros encuentros emocionales con el arte, se los debe a Salvador Dalí, artista con quien se identificó desde muy temprana edad debido a la comprensión del surrealismo de su obra. A los 17 años inicia sus estudios en arquitectura de interiores en Madrid y posteriormente en los 80, a la edad de 20 años, decide estudiar diseño gráfico en el Fashion Institute of Technology en Nueva York, donde viaja con el objetivo de adquirir nuevas experiencias de vida.

### Juventud: Nueva York y Milán
Estando en Nueva York, mientras estudiaba diseño gráfico y en medio del contexto sociocultural de Gran Manzana, expuesta a diversas áreas como la moda, la publicidad, la cultura pop y demás estímulos visuales de la ciudad, pudo perfeccionar su arte y comprensión del mismo. En este momento tuvo la oportunidad de compartir con diversos artistas con quienes aprendió y con quienes hasta el día de hoy recuerda vivir una serie de aventuras nocturnas que aportaron a su formación.
En Milán se dedicó a trabajar en el mundo de la moda del Prêt-a-porter y como interiorista, lo que años más tarde la motivó a abrir su estudio de arquitectura e interiorismo en Costa Rica. Al igual que en otras experiencias pasadas de migración internacional, su estadía en Milán fue un significativo aporte para su carrera hablando desde el empirismo y desde áreas distintas al arte como tal.

### Aimée de lleno en el arte
Debido a la cercanía de sus profesiones de diseño gráfico y arquitectura de interiores, Aimée siempre estuvo vinculada con el arte, pero no es sino hasta el año 2008 cuando debido a la crisis económica mundial y a su  deseo existencialista de innovar y trascender, que decide adentrarse por completo al arte. Desde ese momento y hasta la actualidad se ha mantenido en un proceso creativo contante, desde la pintura hasta la instalación y más, siempre con una relación entre cada una de sus obras, ya que como ella misma afirma, sus “obras se hilvanan unas con otras, creando un tejido consciente e inconsciente, tanto de mis realidades como las del mundo”.

### En la actualidad
En la práctica artística de Aimée muchas de sus obras tienden a desarrollarse en paralelo, por lo que muchos de sus proyectos son procesos continuos. Como ejemplo de ello, desde el 2020 la artista se encuentra desarrollando una obra llamada “Cayados”, está compuesta por 13 bastones esculpidos en cerámica y un videoarte que establecen un juego de relación entre la fragilidad y la fortaleza. Esto nace después de un accidente que tuvo a inicios del 2020 donde se vio afectada su columna vertebral y donde busca simbolizar ciertas emociones y algunos eventos muy significativos que atravesó en su vida durante ese mismo año.
Entre finales del 2022 y principios del 2023, Aimée Joaristi ha desarrollado una intensa actividad creativa incursionando en diversas manifestaciones o expresiones como el dibujo, la pintura, la instalación y el audiovisual. En ese periodo aparecieron un sinnúmero de nuevas series que, reseñadas por críticos y curadores, manifiestan un perfeccionamiento de sus variantes metodológicas y conceptuales. Paraíso perdido es el proyecto que inicia en el mes de octubre del 2022 ese ciclo de iniciativas curatoriales. Se trata de una muestra colectiva curada por Paco Díaz y Jesús Cámara en Casa reloj, Matadero, Madrid; en la que participó junto a los artistas cubanos Yuniel Delgado y Alina Abreu; y en la que exhibió, por primera vez, un conjunto de lienzos representativos de su serie La forma del tiempo. Sobre los argumentos técnicos y alegóricos que justifican estos cuadros, Aimée Joaristi ha expresado: "Decidí representar el tiempo utilizando una serie de elementos simbólicos que sean capaces de reflejar ese sentido volátil, inaprensible, con que se denota su impacto en nuestras vidas. Cada uno de esos elementos o códigos visuales tienen que estar abiertos también a interpretaciones múltiples, heterogéneas; tener la capacidad de modificar constantemente sus propios atributos visuales, según sea el estado emotivo en el que me encuentre como ser social y creadora."
En noviembre de 2022, el reconocido crítico, curador y galerista costarricense Klaus Steinmetz invita a Aimée Joaristi a participar en otra muestra de obras en Costa Rica, en la galería Cuarto 37. La exposición se denominó Inclaudicables y en ella compartió espacio con las creadoras Daniela Martén y Katrin Anson. Aimée Joaristi llevó esta vez a la galería, en formato instalativo (simulando un Sex Show) el proyecto Manifiesto púbico, que habitualmente realiza como un performance provocador, contestario, de reivindicación de género, en los distintos ámbitos urbanos internacionales por los que ha tenido la oportunidad de transitar como artista. Según trascendió en los medios, esta exposición colectiva tuvo como propósito esencial ofrecer testimonio sobre el proceso de revalorización del arte femenino que se ha estado llevando a cabo en Costa Rica durante los últimos años, y en el que sin duda alguna constituye un ente activo la artista cubano-costarricense.
Enero de 2023 comenzó con una invitación a Madrid, a realizar una amplia exposición individual de su obra en el Museo La Neomudéjar en la que se expusieron cuadros de ambientes y paisajes pertenecientes a la serie Umbrías junto a una revisión de la obra sombría de su carrera; caracterizados por composiciones en las que desaparece casi por completo el color; en las que predomina la pincelada suelta, espontánea, y planos de absoluta penumbra, misterio. Interpelada por los medios de prensa que asistieron a la inauguración en España, Aimée Joaristi declaró: "A lo largo de mi trayectoria creativa, he realizado una serie de obras y conjuntos visuales deudores del género paisaje, caracterizados por el empleo de atmósferas densas, sobrecargadas, en las que prevalece el dibujo catártico, desgarrador; piezas en las que el color desaparece casi por completo e impera la presencia de tonalidades negras y grises. En ellas, la oscuridad, la penumbra; y sobre todo la dimensión simbólica de lo espectral, se muestran como señales reveladoras de mis estados espirituales, de mis sensaciones esporádicas de superstición, duda e incertidumbre."
El 17 de marzo de 2023 se produce otro evento significativo para la estrategia itinerante de la obra de Aimée Joaristi a nivel internacional. La galería de la Universidad Anáhuac Norte, de la Ciudad de México, ofrece su espacio para que el curador cubano David Mateo organice una muestra bipersonal en la que estarán presentes Aimée Joaristi y la reconocida fotógrafa cubana Marta María Pérez. Es la primera vez que Aimée Joaristi muestra su obra en México; y la primera vez también en la que ambas artistas comparten escenario, porque provienen de postulados y tendencias generacionales aparentemente distintas. Pero responden al llamado de David Mateo conscientes de que hay varios puntos de contacto en su producción artística vinculados a la experiencia migratoria, al empoderamiento de género, y a la voluntad de hurgamiento en el mundo interior femenino. Fotografías manipuladas de la serie Mallorca, pinturas pertenecientes al conjunto Umbrías, y material audiovisual del proyecto 7, se exhiben al público en representación del quehacer artístico de Joaristi.
También en marzo, “A mí me manda Carmen”, exposición colectiva de mujeres, curada por Mónica Batard para el Museo de Arte Contemporáneo de las Américas (MoCAA), Florida, Estados Unidos, es el más reciente proyecto en el que se ha involucrado Aimée Joaristi. Respondiendo a la finalidad de la convocatoria, de rendir homenaje a la famosa artista abstracta cubana Carmen Herrera, Aimée participó con su obra pictórica Tres cabezas, una pieza que no solo es emblemática del conjunto La forma del tiempo, sino que ha sido reconocida también como una de las más virtuosas e impactantes de esa serie.

## Proyectos artísticos destacados

### Tres cruces (2018)
Esta obra relata un trágico evento ocurrido en la Costa Rica del 6 de abril de 1986, siete mujeres fueron violadas y asesinadas luego de participar en una actividad de peregrinación en La Cruz de Alajuelita. El crimen de Alajuelita no se ha aclarado hasta el momento ni se ha juzgado públicamente a ninguna persona vinculada a los delitos. Para esta obra, la artista hace una reflexión que conecta con los lenguajes de su trabajo anterior y donde la abstracción y el paisaje guían al espectador por la geografía del acontecimiento.
…El paraje me era muy cercano tanto por su ubicación en los Cerros de San Miguel de Escazú donde vivo, como por ser el destino de caminatas matutinas donde comienzo mi día. Sin más y en busca de imágenes (…) para articular este proyecto, me lancé voraz sobre la montaña, armada de cámara, bastón y agua. Subí sin pensar en el esfuerzo. Solo pensaba en el sentido que debía otorgar a este hecho y en cómo “apropiarme” de un momento trágico, regido por el dolor de los otros, para traducir esa experiencia por medio del lenguaje del arte.
Tres Cruces, es una videoinstalación complementada con pintura y fotografía, mezclando el arte tradicional y la tecnología, está conformada por tres escenas o espacios que buscan evidenciar la violencia de género que rodeó este acontecimiento. Además, se acompaña de un videoarte que muestra la zona del crimen desde una vista más real y actual, pero con el propósito de recordar el sufrimiento por el que pasaron las víctimas. 
Esta obra fue expuesta en el Museo C.A.V. La Neomudéjar en Madrid.

### Manifiesto Púb(l)ico (2019)
Parte importante y presente de su obra, es la lucha por erradicar la desigualdad y el machismo de la sociedad, buscando una reconstrucción de la mujer fuera de prejuicios y estigmas socialmente patriarcales que la han limitado en muchos niveles. Manifiesto Púb(l)ico es una obra de apropiación de espacio en la cual la artista busca desexualizar y naturalizar a las mujeres desde la normalidad de los genitales sin recurrir a una reproducción apegada a la realidad, pero sí haciendo una referencia social explícita. Esta obra ha sido expuesta en diversos espacios alrededor del mundo y ha causado diversas reacciones de acuerdo a la cultura y normalización de la sexualidad en países como Cuba, Japón, España, Italia, Costa Rica, Estados Unidos y Sudáfrica.

### Umbrías (2022-2023)
Gran parte de la obra de Aimée transita en periodos de luz y color, y periodos de sombras y oscuridad. En honor a los periodos oscuros, Aimée presenta una serie multidisciplinaria de pintura y fotografía en la que explora los estados y atmósferas tenebrosas en las que indica que suele perderse y encontrarse, de manera simbólica, con cierta regularidad desde lo intelectual y lo emotivo. “Considero también que es un término que incorpora con muchísima sutileza -casi de soslayo- ese sentido de conexión y dependencia con los entornos naturales que me circundan, que me acogen dentro de la región del trópico donde vivo y trabajo: Costa Rica” menciona Aimée. Esta serie se expuso en el Museo La Neomudéjar en conjunto con una revisión curatorial de la obra oscura a lo largo de su carrera, conformando el proyecto principal de la primera retrospectiva de la artista.

## Exposiciones y participaciones
A continuación se enlistan algunas exposiciones destacadas en la que la artista ha participado.
| Año  | Exposiciones individuales                                                                                           |
| ---- | --- |
| 2024 | “Poemas Malditos”, Museo Rafael Ángel Calderón Guardia, San José, Costa Rica                                        |
| 2023 | “Umbrías”, Museo C.A.V La Neomudéjar, Madrid, España                                                                |
| 2019 | “Guerra Continua”, Museo sXXI, Zapadores Ciudad del Arte, Madrid, España                                            |
| 2018 | "Tres Cruces", Museo C.A.V, La Neomudéjar, Madrid, España."PostUrbe", Art & Soul Gallery, Santa Teresa, Costa Rica. |
| 2017 | "XMetro", WhiteConcepts Gallery, Berlín, Alemania. "Escindida", Galería Gorría, La Habana, Cuba.                    |
| 2016 | "Catedrales", Klaus Steinmetz Contemporary, San José, Costa Rica.                                                   |
| 2015 | "Silencios y Gritos", Klaus Steinmetz Contemporary, San José, Costa Rica.                                           |
| 2014 | "Volver a ver", Galería Equilátero, San José, Costa Rica.                                                           |
| 2013 | "Babylon", Galería Amador de Los Ríos, Madrid, España. Mirada Fractal", Galería Despacio, San José, Costa Rica.     |

| Año  | Exposiciones colectivas |
| ---- | --- |
| 2024 | “40 Años de la Cooperación Española”, Centro Cultural de España, San José, Costa Rica. “American Heartbeats”, Museo de Arte Contemporáneo de las Américas, Miami, Estados Unidos. “Blind Date”, Club Matador, comisariada por Vicente Todolí, Madrid, España. |
| 2023 | Confluencias magnéticas, Galería Nina Menocal, Ciudad de México, México Juannio, Museo Nacional de Arte Moderno “Carlos Mérida”, Ciudad de Guatemala, Guatemala Pi Art Festival, Museo de Arte Contemporáneo de Islita, Punta Islita, Costa Rica "A mí me manda Carmen”, Museo de Arte Contemporáneo de las Américas, Miami, Estados Unidos "¿Y esa luz? ―Es tu sombra”, Universidad Anáhuac, Ciudad de México, México |
| 2022 | “Inclaudicables”, Cuarto37 Galería, San José, Costa Rica. “Abstractions Cubaines \| des années 50 à nos jours”, Passerelle, centre d'art contemporain, Brest, Francia “Queremos Pintar”, Museo Regional de San Ramón, Alajuela, Costa Rica "Paraíso Perdido", Centro Cultural La Casa del Reloj, Matadero, Madrid, España. "Juannio", Museo Nacional de Arte Moderno “Carlos Mérida”, Ciudad de Guatemala, Guatemala “Beyond the plate: Contemporary Ceramics”, Museum of Arts and Science, Daytona, Estados Unidos “Empoderadas”, Galería Nacional, Museo La Neomudéjar, San José, Costa Rica. I CROMA Bienal, CRCC, San José, Costa Rica. |
| 2021 | IX Festival Internacional de Videoarte de Camagüey, Galería Píxel, Camagüey, Cuba "Fine Art on the Plate", Sidney and Berne Davis Art Center, Fort Myers, Estados Unidos I Bienal de Arte Contemporáneo SACO, Chile Arte en Mayo, Fundación Rozas Botrán, Guatemala. “Female Voices of Latin America”, Museo de Arte y Diseño Contemporáneo, Vortic XR, Costa Rica. “Women artists of the Rodríguez Collection”, Museum of Arts and Science, Daytona, Estados Unidos. |
| 2020 | I Festival de Videoarte y Animación “Cero Violencia contra las Mujeres”, Museo de las Mujeres de Costa Rica, Internacional. “Women artists of the Rodríguez Collection”, Kendall Art Center, Miami, Estados Unidos. “El arte de no estar calladas”, Galería Taller Gorría, La Habana, Cuba. |
| 2019 | “The repeating island”, Kendall Art Center, Miami, Estados Unidos. XIII Bienal de La Habana, Cuba. El Ateneo PhotoEspaña, España. ART Lima, Klaus Steinmetz, Lima, Perú. |
| 2018 | II La NoBienal, San José, Costa Rica. VI Bienal Internacional de Pintura de Guayaquil, Ecuador. W22 Gallery, San José, Costa Rica. SoloGood, ARCO, Madrid, España. Art Wave, Tamarindo, Costa Rica. Art Chico, Galería Península, Bogotá, Colombia. |
| 2017 | International Biennal of Contemporary Art, Mantova, Italia. Sueños Despiertos, Galería AG, Costa Rica. La NoBienal, San José, Costa Rica. Art Madrid, Galería Klaus Steinmetz, Madrid, España. |
| 2016 | Oxygen, Fragmented Cities, Jorge Jurado Gallery, Bogotá, Colombia. Galería 1-2-3, Avantgarde, Miami, Florida. Galería 3x4, Madrid, España. V Bienal Internacional de Pintura de Guayaquil, Ecuador. Art Chicó, Galería Klaus Steinmetz, Bogotá, Colombia. Valoarte, Avenida Escazú, Costa Rica. Tamarindo Art Wave, San José, Costa Rica. JUSTMAD, Galería Materna & Herencia, Madrid, España. Contemporary Venice, Palazzo Flangini, Venecia, Italia. Emerging Artist Award Dubai, TAG Gallery, International Art Dubai Project, Dubái. Exhibición en la Plaza de la Constitución, Guatemala.                                              |
| 2015 | Entresiglos, Museo Nacional de Arte Moderno, Fundación Rozas Botrán, Guatemala. SUMMA Contemporary Art Fair, Matadero de Madrid, España 2015. 5.ª Trienal Internacional de Fibra y Arte Textil de Riga, Letonia. MÁS es Más, Galería Equilátero, San José, Costa Rica. JUSTMAD, Galería Materna & Herencia, Madrid, España. |
| 2014 | SOFA Chicago ART FAIR, Maria Elena Kravetz Gallery, Chicago, Estados Unidos. Ivory Black Weekend, John Juric Studio, San José, Costa Rica. Central American Art Exhibition, Patricia and Phillip Frost Art Museum, Miami, Estados Unidos. VALOARTE, Avenida Escazú, San José, Costa Rica. Arte en Mayo, Fundación Rozas Botrán, Museo Nacional de Arte Moderno, Guatemala. For the Love of Fashion, John Juric Studio, Plaza Tempo, San José, Costa Rica. |
| 2013 | Artflow, San José, Costa Rica. Plaza Tempo, John Juric Art Studio, San José, Costa Rica. Casino, John Juric Art Studio, San José, Costa Rica. |
| 2012 | Avenida Escazú, John Juric Art Studio, San José, Costa Rica. |

## Publicaciones en libros[2]
- Lenguaje Sucio, Editorial Hypermedia, Miami, Estados Unidos. (2019)
- AAL Arte Al Límite, diciembre 2017, Miami, Estados Unidos.   Important World Artists. A World of Art. Volumen II.  The First Berliner Art Book 2017, Berliner Kunst Management. (2017)
- Entre Siglos. Arte Contemporáneo de Centroamérica y Panamá. Fundación Rozas-Botrán.  The Best of 2016. International Emerging Artists. Dubai. (2016)
- Silencios y gritos. Editorial M/M de México. (2015)

## Premios y reconocimientos[2]
- Ganadora Artist of the Future Award, Contemporary Art Curator Magazine, Estados Unidos. (2020)
- Ganadora Emerging Artist Award Dubai, TAG Gallery, IEAA, Bruselas, International Art Dubai Project. (2016)
- Comisionada por Saatchi Gallery para la realización de una pintura, “The End of the Begining”. (2015)
- Seleccionada para una colección numerada de foulards por Ostinelli Seta, Milano, Italia. (2014)
- Seleccionada siete veces consecutivas por Rebecca Wilson, para la colección de Surrealismo Pop y Op en la Galería Saatchi de Londres y comisionada para la creación de obra específica para coleccionista de la galería. (2013)
- Seleccionada por Art and Fashion, Gran Bretaña, “La Fiesta del Laberinto” para diseño textil. (2013)

## Colecciones permanentes donde se encuentran sus obras[2]
- Colección Museo de Artes Decorativas y Diseño, Riga, Letonia.
- Colección Arte Al Límite, Chile.
- Colección Kendall Art Center, Miami, Estados Unidos.
- Colección Museo Wifredo Lam, Cuba.
- Colección Museo C.A.V. La Neomudéjar, Madrid, España.
- Colección Museo Zapadores, Ciudad del Arte, Madrid, España.